# Pamela Des Barres

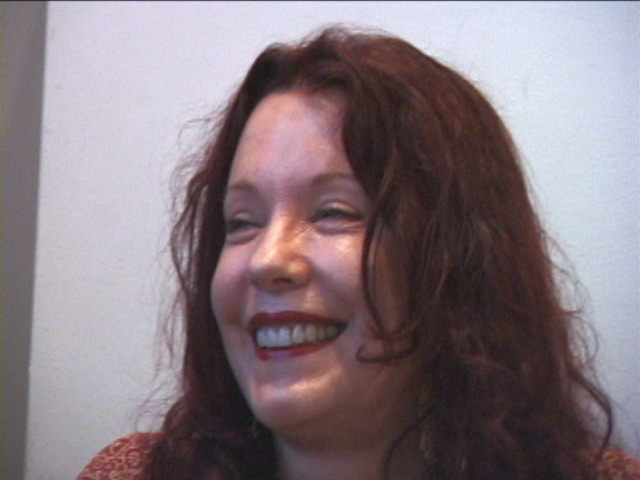
Pamela Des Barres (2007)

Pamela Ann Des Barres, geborene Miller (* 9. September 1948 in Reseda, Los Angeles, Kalifornien), auch bekannt als Miss Pamela, ist eine US-amerikanische Autorin und ehemaliges Groupie. Ihre Erinnerungen und Erfahrungen hat sie in mehreren Büchern veröffentlicht.

## Leben
Als junger Teenager verehrte Pamela Ann Miller die Musiker der Bands The Beatles und The Rolling Stones, wobei sie besonders für Paul McCartney und Mick Jagger schwärmte. Über ihren Schulfreund Victor Hayden lernte sie Don Van Vliet kennen, der später als Captain Beefheart bekannt wurde. Durch Van Vliet kam sie mit den Rolling Stones und der Rockszene am Sunset Strip in Los Angeles in Kontakt. Nach ihrem Highschool-Abschluss 1966 suchte sie sich Jobs im Umfeld der Musiker; u. a. war sie Kindermädchen bei Frank Zappa, der mit seiner Familie im Laurel Canyon wohnte.

### Groupie
Zu den Rockmusikern, mit denen sie Affären hatte, zählen Jim Morrison, Jimmy Page, Mick Jagger, Keith Moon, Nick St. Nicholas, Noel Redding, Chris Hillman, Gram Parsons und Waylon Jennings, dazu Schauspieler wie Brandon deWilde, Michael Richards und Don Johnson.

### GTOs
In Zappas Haus kreierte sie mit Freundinnen einen extravaganten Kleidungsstil; zusammen übten sie Tanzschritte ein und gaben sich den Namen „Laurel Canyon Ballet Company“. Tiny Tim pflegte die Mädchen als „Miss“ und mit Vornamen anzusprechen, so ergab sich der Spitzname „Miss Pamela“ – die anderen Mädchen waren entsprechend „Miss Christine“, „Miss Lucy“ und so weiter. Zappa drängte die Gruppe, Songs zu schreiben und aufzunehmen, und schlug ihnen den Namen GTOs vor: „Girls Together Outrageously“ („Mädchen zusammen skandalös“). 1969 erschien ihr einziges Album Permanent Damage, vorab war bereits die Singleauskopplung Circular Circulation / Mercy’s Tune auf dem Markt. Die GTOs, eine der ersten rein weiblichen Rockgruppen, trat auch mit Frank Zappas Mothers of Invention auf.

### Schauspielerin
Anfang der 1970er Jahre begann Pamela Miller als Schauspielerin zu arbeiten. Sie ist in einigen Filmen zu sehen, darunter Zappas 200 Motels (1970). 1974 hatte sie eine Rolle in der Seifenoper Search for Tomorrow.

### Familie
Pamela Miller heiratete 1977 den Sänger und Schauspieler Michael Des Barres. Sie haben einen Sohn, Nicholas Dean Des Barres. Die Ehe wurde 1991 geschieden.

### Veröffentlichungen
Pamela Des Barres schrieb zwei autobiografische Bücher über ihre Zeit als Groupie, I'm with the Band (1987) und Take Another Little Piece of My Heart: A Groupie Grows Up (1993), sowie zwei weitere Bücher über das Musikgeschäft, Rock Bottom: Dark Moments in Music Babylon und Let’s Spend the Night Together: Backstage Secrets of Rock Muses and Supergroupies (2007). Daneben schreibt sie Artikel für Online- und Printmedien.